# Nicarc (general)
Nicarc (en llatí Nicarchus, en grec antic Νίκαρχος "Níkarchos") era un dels generals d'Antíoc III el Gran.
Apareix en servei a Celesíria en la guerra entre Antíoc i Ptolemeu V Epífanes. Junt amb Teodot va dirigir el setge de Rabbatamana, i també amb el mateix general va dirigir la falange a la important i decisiva batalla de Ràfia.